# Santa Ana del Yacuma
Santa Ana del Yacuma (abreviado: Santa Ana) es una ciudad y municipio de Bolivia, capital y ciudad más poblada de la provincia de Yacuma, ubicada en el centro geográfico del departamento del Beni. El municipio tiene una superficie de 18.346 km², y cuenta con una población de 18.102 habitantes (según el Censo INE 2024).Es una de las ciudades de más bajo crecimiento poblacional, aunque en los últimos años se ha notado un crecimiento muy elevado. 
Santa Ana del Yacuma es conocida por la gran cantidad de ríos que tiene en su alrededor entre los más cercanos e importantes están el Yacuma, Rapulo y el Mamoré, también otros que están un poco más alejados como el Apere, Matos, Cavitu y Sécure, además estos ríos son muy importantes para la pesca y el turismo boliviano. 
La ciudad posee un anillo protector que la ayuda a mantenerse fuera de las inundaciones estacionales, pero una gran parte de la población rural se encuentra sobre las orillas de los ríos que se encuentran inundadas. 
Estas familias son desplazadas a la zona urbana, ubicándose inicialmente en las casas de familiares y una escuela y después en campamentos.
Por ellos las autoridades han decidido darle prioridad a las comunidades rurales que viven a orillas de los ríos cerca de la ciudad, para que se conecten con un segundo anillo de circunvalación, proyecto que el gobierno municipal de Santa Ana ejecutará en los próximos años. Este anillo protector será más alto y más eficaz para evitar inundaciones, además que la zona urbana de Santa Ana del Yacuma se podrá expandir a través de nuevas zonas o barrios.
En unos de sus puertos está el Puerto Junín, un atractivo turístico, ubicado a 2 kilómetros de la ciudad a orillas del río Yacuma este puerto es el principal entrada a todos ríos de la cuenca del Mamoré, aparte de ser un atractivo turístico es un puerto comercial para la producción de alimentos que vienen de otras regiones para el consumo de toda la población, como ser papas, yuca, tomate, cebolla, futas y verduras.

## Historia

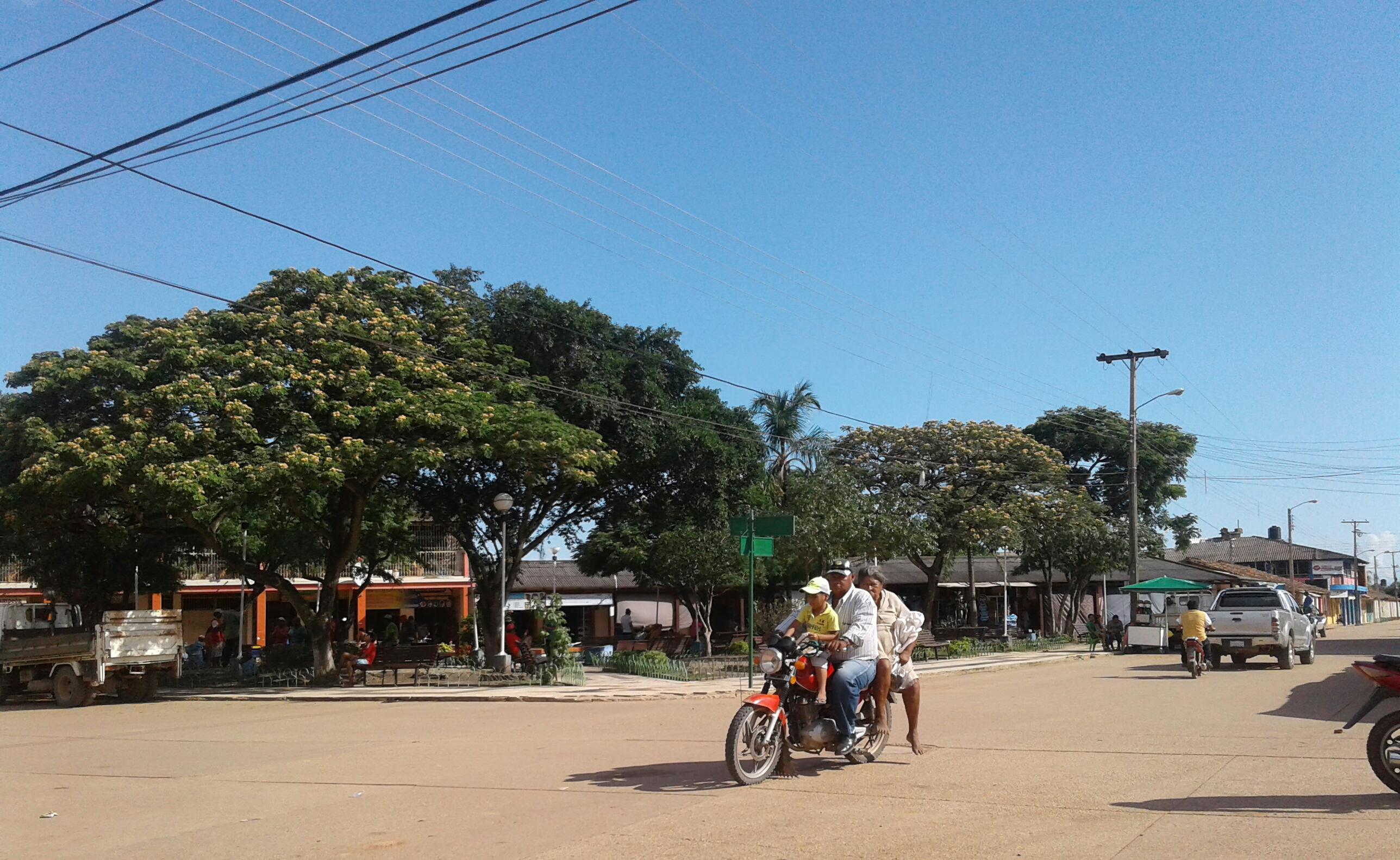
Plazuela Triangular de Santa Ana del Yacuma.

### Época prehispánica
El origen del antiguo hombre movima precolombino es desconocido, pero dentro de las hipótesis, se cree que es descendiente del tronco genealógico Chiriguano-Guaraní, el mismo que habría llegado a esos lugares empujado por tribus más numerosas y más guerreras; ello se desprende por la similitud de muchas palabras guaraníticas con el dialecto movima.
Por estudios de la toponimia y la Semántica, se desprende que el origen de la palabra movima, quiere decir “Río de aguas claras o limpias”, como significa también Indomable o Rebelde.

### Fundación
Santa Ana del Yacuma fue fundada el 26 de julio de 1708 por el padre jesuita Fray Baltazar Espinoza (también escrito Baltasar de Espinosa), en la región de los indígenas movimas. Otra fuente indica que su fundación fue en 1709. Esta reducción fue fundada con el nombre de San Lorenzo a orillas del río Mamoré, donde hoy se encuentra una vieja Cruz de Tajibo. El fundador jesuita Espinoza fue asesinado al año siguiente por los indígenas movimas, desapareciendo así de la lista de las misiones jesuitas. En 1715 el pueblo fue trasladado a orillas del río Rapulo en su confluencia con el río Yacuma, donde pasó a llamarse Santa Ana del Yacuma. Este traslado fue hecho por el padre austriaco Francisco Xavier Dirhaimb, como consta en un documento existente en el Archivo de Moxos y Chiquitos en Sucre.
El sitio original de la ubicación de Santa Ana, fue en la zona de la Isla Prehispánica “Cachichi”.

### Época republicana
Luego de la declaración de Independencia de Bolivia el 6 de agosto de 1825, Santa Ana junto a todo el territorio del Gobierno político y militar de Moxos pasó a formar parte del nuevo país.
Santa Ana pasó a formar parte de la antigua provincia Sécure, creada por Decreto Supremo del 9 de julio de 1856 durante el gobierno del General Jorge Córdova. El 22 de octubre de 1894 la provincia cambió de nombre por el de provincia Yacuma, durante el gobierno de Mariano Baptista.

### SigloXX
Fue una pequeña población hasta mediados de la década de 1970, cuando creció su población hasta alcanzar su máximo histórico poblacional de 25.000 habitantes en los años 1980, época en la que Santa Ana era hogar de narcotraficantes como Roberto Suárez Gómez. Fue elevada a rango de ciudad por Ley del 3 de febrero de 1987, siendo ahora la capital de la provincia de Yacuma.

### Actualidad
Santa Ana es calificada hoy en día como capital ganadera de Bolivia, exportando al mercado central y principalmente a la ciudad de Santa Cruz de la Sierra.

## Geografía
El municipio ocupa la mitad meridional de la provincia de Yacuma, en el centro del departamento del Beni y se encuentra a 180 kilómetros al norte de Trinidad, la capital departamental.
Limita al norte con el otro municipio de la provincia, Exaltación, al noreste con los municipios de San Joaquín y San Ramón de la provincia de Mamoré, al este con el municipio de San Javier de la provincia de Cercado y el municipio de San Ignacio de Moxos de la provincia de Moxos, y al oeste con los municipio de San Borja y Santa Rosa de Yacuma, ambos de la provincia del General José Ballivián.
La ciudad más grande y el centro administrativo del municipio es la ciudad de Santa Ana del Yacuma, ubicada en el noroeste del municipio. Tiene 5 distritos que hacen un total de 28.608 habitantes (2021). La segunda localidad más grande es la población del Perú Río Apere, la cual tiene 997 habitantes. 
Cerca de la ciudad se encuentra la confluencia del río Yacuma con el río Mamoré, está ubicada en plena pampa moxeña en el centro geográfico del departamento. El territorio del municipio presenta diferentes conformaciones geomorfológicas que van desde llanura aluvial, bosque de galería y pie de monte. Tiene innumerables ríos navegables como el Yacuma, Apere, Iruyáñez, Rapulo, Omi y Cavitu, que vinculan con las aledañas provincias de General José Ballivián, Moxos y Cercado.
En Santa Ana está la reserva de biosfera Estación Biológica del Beni, que es parte del Sistema Nacional de Áreas Protegidas de Bolivia y la reserva natural Barba Azul, creada para proteger la especie Ara glaucogularis y su hábitat.

## Demografía
De acuerdo con el censo boliviano de 2024, la población del municipio de Santa Ana del Yacuma es de 18 102 habitantes.
La población del municipio disminuyó aproximadamente una sexta parte entre 1992 y 2024:
| Año  | Habitantes (municipio) | Fuente |
| ---- | ---------------------- | ------ |
| 1992 | 21.101                 | Censo  |
| 2001 | 18.654                 | Censo  |
| 2012 | 18.036                 | Censo  |
| 2024 | 18.102                 | Censo  |

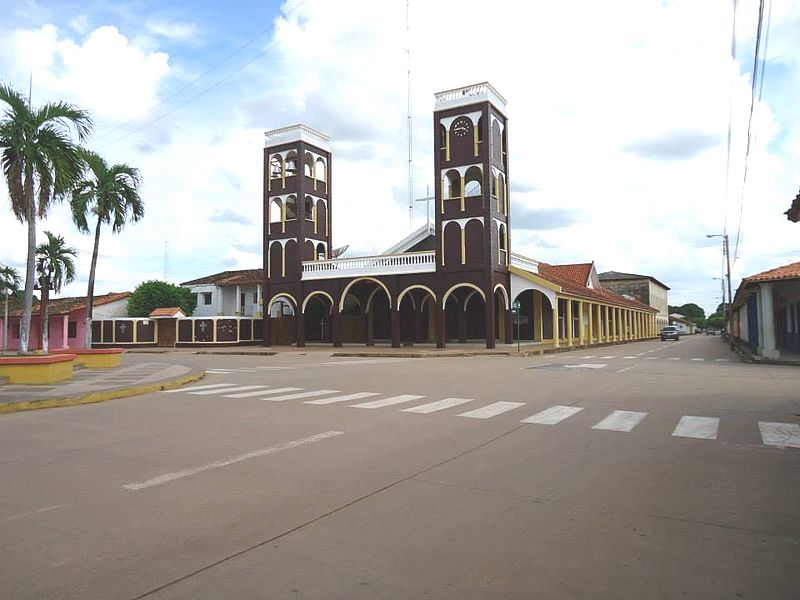
Santa Ana del Yacuma, Bolivia

La ciudad de Santa Ana a partir de 1990 comenzó a decrecer poblacionalmente, bajando de 15.000 habitantes en 1992 a menos de 12.000 en el censo del año 2001, la situación económica era grave (baja en el nivel de vida e ingresos por persona). A partir del año 2005 se empezaron a ver mejores cifras en su población hasta alcanzar aproximadamente 17.000 habitantes estimados para el año 2010.
Étnicamente la población de la ciudad está compuesta por mestizos (45%) e indígenas Movimas, Mojeño trinitarios y Cayubabas en su mayoría (34%), el resto lo componen los blancos y otras etnias o razas.
En la actualidad Santa Ana es una de las ciudades más pobladas del departamento del Beni, ocupando el quinto lugar al nivel departamental.
En los alrededores la vida es apacible, las grandes extensiones contrarrestan con los escasos bosques de la floresta beniana, donde las aves en peligro de extinción como la emblemática paraba barba azul ameritan cuidados extremos para su reproducción.

## Administración
El gobierno municipal de Santa Ana se escoge por sufragio local en elecciones realizadas y celebradas cada cinco años. Se compone de 42 miembros, los cuales eligen al alcalde de la ciudad elegidos por la población.

## Transporte

### Aéreo
La población cuenta con un aeropuerto, el Aeropuerto José Chávez Suárez, qué es considerado el segundo aeropuerto con mayor tráfico aéreo del departamento del Beni, después del Aeropuerto Jorge Henrich Arauz de la ciudad de Trinidad. 
La pista de aterrizaje del Aeropuerto está hecho de cemento con arena. El Aeropuerto durante todo el año es el 2.º con más tráfico aéreo del Departamento y además está presente en los planes de vuelo como aeropuerto alternativo en caso de emergencia para los vuelos provenientes de Riberalta, Guayaramerin, La Paz, Cochabamba que se dirigen a la ciudad de Trinidad.
Antes operaban Aerolíneas comerciales de BoA, Tam y Aerocon. Ahora operan pequeñas aronaves llamadas “avionentas” que sirven como taxis aéreos.

### Terrestre
Santa Ana También está comunicada por vía terrestre con Trinidad y el resto del departamento, pero estas carreteras sólo están disponibles en invierno. Su principal ingreso económico es la ganadería. Sin embargo, este municipio sufre de varios problemas que hacen que se quede más aislado y postergado, siendo el principal la falta de carretera que lo vincule con el resto del país.
El transporte desde y hacia el municipio sufre por los elevados precios de los productos de primera necesidad para el hogar, que empeora en la época de lluvia. El camino a Trinidad se vuelve intransitable durante meses y sin solución. Cuando esto sucede solo existe el transporte aéreo, que es donde un pequeño grupo de taxis aéreos elevan los precios de los pasajes sin ninguna regulación de las autoridades, lo que afecta al pueblo que, en su gran mayoría, es de condición humilde y de escasos recursos económicos.
El 11 de septiembre de 2012, el pueblo organizado de la provincia Yacuma, a través de sus controles sociales, elevó al entonces prefecto del departamento la ejecución de la construcción del camino asfaltado Trinidad – Santa Ana del Yacuma.
Es así que el 17 de septiembre de 2012, se firmó el acta de reunión y concertación entre los controles sociales de la provincia Yacuma y el gobernador de aquel entonces, donde se acordó elaborar a corto plazo un proyecto con diseño final de la carretera asfaltada Trinidad - Santa Ana, concertada en una ley departamental.
El 3 de julio de 2015 se promulgó la “Ley Sobre el Tramo Carretero San Miguel–Río Mamoré–Santa Ana del Yacuma, que tiene como objeto declarar prioridad departamental el mantenimiento periódico y asfaltado del tramo carretero San Miguel – Río Mamore - Santa Ana del Yacuma, así como establecer disposiciones necesarias para el financiamiento del estudio a diseño final, mantenimiento periódico y asfaltado de la mencionada vía.

### Fluvial
El transporte fluvial es el más ideal para la comercialización de productos. La mayoría de ellos son en barcos llamados barcazas donde dejan sus productos principalmente en el puerto Junín y San Lorenzo.
En 2024 el senado aprobó el proyecto de la Hidrovía Ichilo-Mamoré un proyecto estratégico de Bolivia que busca establecer una ruta fluvial navegable a lo largo de los ríos Ichilo y Mamoré, facilitando la integración de los departamentos de Cochabamba, Santa Cruz y Beni, y proporcionando una conexión directa con el océano Atlántico. 
Santa Ana del Yacuma forma parte de la hidrovía y ichilo-mamore. Este proyecto completa la construcción de puertos de embarque en varias localidades incluyendo a Santa Ana del Yacuma, con el objetivo de mejorar la navegabilidad y el transporte fluvial en la región.

## Economía
La población de Santa Ana se dedica en su gran mayoría a los servicios y a la ganadería, ya que esta es la principal actividad económica de la ciudad; el IDH de la ciudad es alto (0,692) y sus PIB per cápita es un tercio superior al promedio nacional. 
La ciudad de Santa Ana del Yacuma es el principal centro económico y financiero de toda la provincia Yacuma, donde los comerciantes son los encargado de la producción y abastecimiento de los productos de primera y segunda necesidad para toda la población.
La principal actividad económica es la ganadería extensiva; la mayoría de la población se dedica a la agricultura tradicional, actividad que es seguida en importancia por la pesca y la explotación maderera. Los principales productos agropecuarios son la carne bovina, arroz, maíz, plátano y yuca, productos que en su mayoría son destinados al consumo familiar. Los principales subproductos son el chivé, empanizao, pasoca, charque, dulce de tarumá, miel de caña y otros.
La producción agrícola no es todavía un incentivo para el mercado interno, a pesar de contar con tierras fértiles y aptas. Por esto las hortalizas y frutas son traídas desde otras regiones.
En la ciudad también se mueve el influjo del comercio, la migración del occidente multiplicó los negocios en distintos rubros así como los abarrotes o en seres electrodomésticos y ropas.
La producción pecuaria, particularmente la cría de ganado bovino, es realizada a nivel empresarial, siendo este municipio el principal productor ganadero del Departamento, por lo que se le denomina la “Cuna de la Ganadería Beniana”.
Esta actividad está bien organizada, tiene cuatro asociaciones de productores ganaderos afiliados a la Asociación de Ganaderos de Santa Ana. Sus bosques son aptos para la explotación maderera. En la zona abundan plantas medicinales que han despertado el interés de grandes laboratorios transnacionales.
El municipio tiene un potencial en la disponibilidad de áreas para la agricultura y crianza de animales. Los pobladores disponen de una diversidad de materia prima para la producción artesanal, que ofrecen potencialidades que al momento no son aprovechadas.

## Clima
Santa Ana del Yacuma tiene un clima tropical cálido y húmedo, con una temperatura promedio anual de 24,8 °C. La temporada de lluvias se concentra principalmente entre diciembre y abril, con una precipitación anual promedio de 1800 mm.
| Parámetros climáticos promedio Santa Ana del Yacuma | Parámetros climáticos promedio Santa Ana del Yacuma | Parámetros climáticos promedio Santa Ana del Yacuma | Parámetros climáticos promedio Santa Ana del Yacuma | Parámetros climáticos promedio Santa Ana del Yacuma | Parámetros climáticos promedio Santa Ana del Yacuma | Parámetros climáticos promedio Santa Ana del Yacuma | Parámetros climáticos promedio Santa Ana del Yacuma | Parámetros climáticos promedio Santa Ana del Yacuma | Parámetros climáticos promedio Santa Ana del Yacuma | Parámetros climáticos promedio Santa Ana del Yacuma | Parámetros climáticos promedio Santa Ana del Yacuma | Parámetros climáticos promedio Santa Ana del Yacuma | Parámetros climáticos promedio Santa Ana del Yacuma |
| Mes                                                 | Ene.                                                | Feb.                                                | Mar.                                                | Abr.                                                | May.                                                | Jun.                                                | Jul.                                                | Ago.                                                | Sep.                                                | Oct.                                                | Nov.                                                | Dic.                                                | Anual                                               |
| --------------------------------------------------- | --------------------------------------------------- | --------------------------------------------------- | --------------------------------------------------- | --------------------------------------------------- | --------------------------------------------------- | --------------------------------------------------- | --------------------------------------------------- | --------------------------------------------------- | --------------------------------------------------- | --------------------------------------------------- | --------------------------------------------------- | --------------------------------------------------- | --------------------------------------------------- |
| Temp. máx. media (°C)                               | 31                                                  | 31                                                  | 32                                                  | 32                                                  | 30                                                  | 29                                                  | 29                                                  | 31                                                  | 33                                                  | 34                                                  | 33                                                  | 31                                                  | 31.3                                                |
| Temp. media (°C)                                    | 27                                                  | 27                                                  | 27                                                  | 26                                                  | 25                                                  | 24                                                  | 23                                                  | 25                                                  | 26                                                  | 27                                                  | 27                                                  | 27                                                  | 25.9                                                |
| Temp. mín. media (°C)                               | 23                                                  | 23                                                  | 23                                                  | 22                                                  | 20                                                  | 18                                                  | 17                                                  | 18                                                  | 19                                                  | 21                                                  | 22                                                  | 22                                                  | 20.7                                                |
| Lluvias (mm)                                        | 310                                                 | 260                                                 | 220                                                 | 130                                                 | 100                                                 | 50                                                  | 40                                                  | 40                                                  | 90                                                  | 130                                                 | 190                                                 | 270                                                 | 1830                                                |
| Horas de sol                                        | 6                                                   | 6                                                   | 7                                                   | 7                                                   | 8                                                   | 8                                                   | 9                                                   | 9                                                   | 8                                                   | 7                                                   | 6                                                   | 6                                                   | 87                                                  |
| Humedad relativa (%)                                | 85                                                  | 84                                                  | 83                                                  | 80                                                  | 78                                                  | 75                                                  | 73                                                  | 74                                                  | 76                                                  | 78                                                  | 80                                                  | 83                                                  | 79.1                                                |
| [cita requerida]                                    |                                                     |                                                     |                                                     |                                                     |                                                     |                                                     |                                                     |                                                     |                                                     |                                                     |                                                     |                                                     |                                                     |

## Cultura
La fiesta patronal de la ciudad es celebrada durante 3 días, el 26, 27 y 28 de julio, pero las actividades se comienzan a desarrollar a partir del 1.º domingo del mes de julio con el 'Día de la Tradición Movima' y termina el 2 de agosto con la celebración de la 'Octava'.

## Educación
El municipio de Santa Ana del Yacuma cuenta con una infraestructura educativa que abarca desde la educación inicial hasta la educación superior. Según registros locales, existen al menos 28 unidades educativas en su jurisdicción, incluyendo establecimientos fiscales, de convenio y privados. 
Entre las unidades educativas más representativas se encuentran: 
- Unidad Educativa Nuestra Señora de Lourdes
- Unidad Educativa Mons. Carlos Anasagasti
- Unidad Educativa John F. Kennedy
- Unidad Educativa Alberto Natusch Velasco
- Unidad Educativa 15 de Agosto
- Unidad Educativa Antonio Carvalho Urey
- Unidad Educativa Raquel Urey Villavicencio
- Unidad Educativa Herlan Chávez Roca
- Unidad Educativa Gumercindo Arauz Serrano
- Unidad Educativa Evangélica Guillermo Searle
- Unidad Educativa Monseñor Daniel Rivero
- Unidad Educativa Silenia Vargas Téllez

En el ámbito de la educación técnica y superior, Santa Ana del Yacuma cuenta con varias instituciones destacadas:
- Instituto Técnico INCOS Santa Ana: Ofrece formación técnica en carreras como Secretariado Ejecutivo, Contaduría General y Sistemas Informáticos.[12]
- Instituto Técnico Mariscal Santa Cruz: Brinda programas técnicos en distintas áreas profesionales.
- Centro de Educación Alternativa Santa María Micaela Fe y Alegría: Ofrece educación alternativa para jóvenes y adultos.[13]
- Universidad Autónoma del Beni "José Ballivián" – Subsede Santa Ana: Proporciona formación académica en distintas disciplinas a nivel superior.

El municipio presenta un Índice de Desarrollo Humano (IDH) de 0,692 y un Índice de Educación de 0,798, ubicándose entre los más altos del departamento del Beni.

## Salud
El municipio de Santa Ana del Yacuma cuenta con una red de servicios de salud que abarca desde el primer hasta el segundo nivel de atención, gestionada por la Red de Salud 05 del Servicio Departamental de Salud (SEDES) Beni.
Entre los establecimientos de salud más destacados se encuentran:
- Hospital Jacobo Abularach A. – principal centro de referencia del municipio.
- Puesto de Salud Carmen del Iruyañez (primer nivel), dependiente del Ministerio de Salud y Deportes.

El sistema de salud local se integra al Sistema Único de Salud (SUS) de Bolivia, que garantiza atención médica gratuita y universal. Además, se implementan programas específicos como el Seguro de Salud para el Adulto Mayor (SSPAM), que ofrece cobertura integral a las personas mayores.
En 2023, el Gobierno nacional reconoció la labor de los trabajadores en salud del municipio por su desempeño durante la pandemia de COVID-19, destacando su compromiso y dedicación en la atención a la población.
El municipio también forma parte de iniciativas internacionales orientadas al bienestar de las personas mayores, como la Red de Ciudades y Comunidades Amigables con las Personas Mayores de la Organización Mundial de la Salud (OMS).

## Religión
La religión con mayor número de practicantes es la católica. Cuenta con centros sociales, pastoral de ancianos, jóvenes, vocacionales, club de madres, pastoral familiar, catecismo y sacramentales.
Existen otras confesiones, denominada Iglesias Protestantes como la Iglesia Evangélica, Iglesia Adventista, Salón Del Reino de Los Testigos De Jehová y la Iglesia de Jesucristo de los Santos de los Últimos Días.

## Combustible y carburantes
En Santa Ana del Yacuma, una ciudad del departamento del Beni, Bolivia, los combustibles como la gasolina, el diésel, el gas licuado de petróleo (GLP) y el gas domiciliario son recursos fundamentales para la vida cotidiana y el desarrollo económico local.
Estos combustibles se utilizan principalmente en el transporte, la agricultura, la industria y en los hogares para la cocción y calefacción. La disponibilidad y control de estos combustibles impactan directamente en la economía y el bienestar de la población de Santa Ana del Yacuma.
Santa Ana del Yacuma depende de la distribución regional de estos recursos energéticos, lo que influye en la movilidad, producción y calidad de vida en la región.

## Deporte
Una de las principales actividades de la ciudad es el deporte, el municipio cuenta con un estadio, un coliseo cerrado, múltiples canchas para la práctica de diversas disciplinas. Estas instalaciones han permitido el desarrollo y la promoción del deporte a nivel local y departamental Santa Ana del Yacuma, se convierte en uno de los municipios con más medallas a nivel departamental, en ella se juegan fútbol, atletismo, fútbol sala, voleibol, tenis de mesa, baloncesto, balonmano, salto atlético, frontón, ajedrez, ciclismo, natación, billar, etc, a destacarse en competencias departamentales, obteniendo numerosas medallas y reconocimientos.
En el ámbito del fútbol de salón, el municipio logró coronarse campeón del torneo selectivo nacional Sub-20, afiliado a la Asociación Mundial de Futsal (AMF), tras vencer a Santa Cruz en la final del evento "Cristhian Cámara Arratia" en 2024.
Además, Santa Ana del Yacuma ha sido sede de los Juegos Deportivos Estudiantiles del Beni, acogiendo competencias en disciplinas como voleibol y atletismo, lo que refleja su compromiso con el fomento del deporte estudiantil y la promoción de talentos locales.

## Atractivos turísticos
La ciudad de Santa Ana posee un gran potencial turístico, resaltando las actividades al aire libre como la navegación de ríos o el disfrute de las playas del río Mamoré a tan sólo 15 km de la población. La mejor temporada para visitarlos es la época seca de abril a septiembre. En el municipio también se encuentran otros atractivos turísticos como ser:
- Río Yacuma
- Río Rapulo
- Comunidad Turística Puerto Junín
- Comunidad Puerto San Lorenzo

Cada año a finales de julio se celebra la fundación de la localidad en honor a su patrona Santa Ana. Esta festividad es conocida también como Mere'e Piesta que en idioma movima significa "fiesta grande". En ella resalta la participación de grupos de pobladores que a la cabeza del Cabildo Indigenal interpretan danzas tradicionales como la de los macheteros, y la práctica de juegos de la región como el jocheo de toros o el palo encebado, atrayendo a numerosos visitantes del interior del país. La Mere'e Piesta ha sido reconocida por el Senado boliviano por su importancia como aporte a la cultura boliviana.

## Seguridad ciudadana, asesinatos, crímenes y narcotráfico
Santa Ana del Yacuma enfrenta diversos desafíos en materia de seguridad ciudadana. Aunque es un municipio de tamaño medio en el departamento del Beni y presenta una importante presencia de pueblos indígenas como los mojeños, trinitarios y yuracarés, ha registrado en los últimos años un aumento de hechos relacionados con el narcotráfico y la violencia urbana.
Desde finales de los años 70 se ha visto un crecimiento alarmante en las actividades del narcotráfico. Al menos cuatro clanes locales han unido fuerzas con una organización compuesta por brasileños, colombianos y peruanos. Estos grupos controlan diferentes localidades del Beni: Magdalena, San Borja, San Ramón y Santa Ana del Yacuma, mientras que la organización extranjera se ha establecido en Guayaramerín, en el extremo norte.
Desde estos centros urbanos, avionetas cargadas de cocaína peruana despegan regularmente hacia Brasil y, en ocasiones, hacia Paraguay. Las pistas de despegue son rudimentarias, no asfaltadas y de escasa longitud, y se encuentran dentro de grandes haciendas. Estas instalaciones, originalmente construidas para el transporte de personas, han sido adaptadas para servir al tráfico de drogas.
La colaboración entre los clanes locales y la organización extranjera ha transformado al Beni en un núcleo crítico del narcotráfico, generando un ambiente de inseguridad y violencia. La situación es alarmante y las autoridades locales han mostrado una preocupante permisibilidad ante estos hechos. La presencia constante de avionetas y la falta de control efectivo sugieren una complicidad tácita o una incapacidad para enfrentar este problema.
Debido a su ubicación estratégica dentro del corredor amazónico, el municipio ha sido escenario de actividades ilícitas, incluyendo transporte de sustancias controladas y conflictos con grupos criminales. Se han reportado incidentes como balaceras, bloqueos de caminos y ataques a instalaciones policiales, particularmente en el contexto de operativos antidroga.
Ante esta situación, el gobierno nacional ha enviado refuerzos policiales desde otras regiones del país, buscando contener la inseguridad.
Sin embargo, organizaciones vecinales y civiles han denunciado que la impunidad en delitos graves persiste, debido a la limitada capacidad logística y de recursos de las fuerzas del orden, así como a la débil estructura judicial del municipio.
Además, diversas voces han reclamado una política de seguridad más integral, que combine vigilancia con prevención del delito, fortalecimiento institucional, y un enfoque intercultural en armonía con las comunidades indígenas locales.

## Símbolos municipales

### Bandera

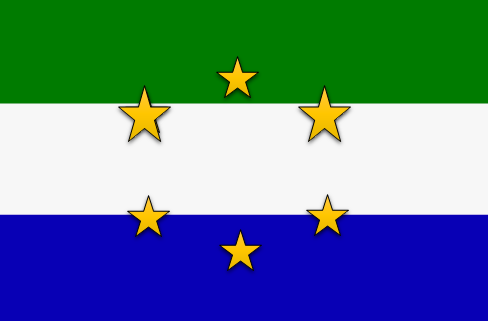
Bandera de Santa Ana del Yacuma

El verde, blanco y azul son los que forman la bandera municipal de Santa Ana. El verde representa la agricultura y sus bosques naturales, el azul representa sus ríos, lagos, lagunas y la divinidad del cielo y el blanco representa la unidad, la tranquilidad, la pureza y la paz. Y las 6 estrellas, las dos más grandes representan a Santa Ana y la otra al Perú río Apere y las otras 4 representan los distritos municipales que tiene Santa Ana.

### Escudo
El escudo es uno de los símbolos más significativos que tiene Santa Ana del Yacuma. En la parte superior se puede observar en la parte superior un gorro con plumaje de machetero y la imagen de la patrona de Santa Ana, simbolizando la herencia cultural, además de una cinta de color amarillo con el nombre de Santa Ana del Yacuma, en el interior se puede observar una cruz que representa la divinidad cristiana, un toro y una garza, reflejan la riqueza ganadera y la biodiversidad ganadera, además de pasto verde y de una laguna con victorias amazónicas y la reina, destacando la flora acústica, también se observa el tajibo, jarajorechi, palmeras de coco, también se puede ver un enorme bosque detrás, simboliza la abundancia florestal de la zona, además del cielo representativo de cada día, y en la parte inferior se observa cuatro grandes ramales de jarajorechi a cada lado con dos armas de escopeta, representa la defensa y protección de los recursos naturales y culturales del municipio.

### Bandera de la flor de patujú
La Bandera de la flor de patujú es uno de los símbolos representativos de los pueblos indígenas de tierras bajas de Bolivia. Su diseño presenta los colores rojo, blanco y verde en forma de pétalos, inspirados en la flor del Patujú (Heliconia rostrata), una especie nativa del oriente boliviano.
En Santa Ana del Yacuma, así como en otras regiones del Beni, esta bandera ha sido adoptada en actos cívicos, escolares y culturales como símbolo de identidad de la región amazónica boliviana.

## Ciudades hermanas
- Trinidad, Bolivia.
- Santa Cruz de la Sierra, Bolivia.
- Cochabamba, Bolivia
- Exaltación, Bolivia
- Barcelona, España
- Porto Belo, Brasil